# La Noalha (Cruesa)
La Noalha (occità) La Nouaille (francès) és una comuna (municipi) de França, a la regió de la Nova Aquitània, departament de la Cruesa.
La seva població al cens de 1999 era de 248 habitants. Està integrada a la Communauté de communes du Plateau de Gentioux.
| 1968 | 1975 | 1982 | 1990 | 1999 |
| ---- | ---- | ---- | ---- | ---- |
| 401  | 379  | 329  | 264  | 248  |

| Període   | Identitat       | Partit        |
| --------- | --------------- | ------------- |
| 2001-2005 | Pierre Gourdy   | Divers droite |
| 2005-     | Jacques Georget |               |